# قالیچه محمد
قالیچه محمد قالیچه‌ای است که سفارش بافتش صد و پنجاه سال پیش در هند داده شده‌است تا پس از تکمیلش مقبره پیامبر اسلام در شهر مدینه را تزئین کند.
این قالیچه در دهه شصت قرن نوزدهم بافته شده و عمدتاً قرمز و آبی رنگ است؛ نقش قالیچه نیز گل‌های رونده و گل سرخ است. در بافت این قالیچه، که به قالیچه مروارید بارودا شهرت دارد، حدود دو میلیون مروارید طبیعی به کار رفته‌است. این مرواریدهای طبیعی به بصره شهرت داشته و از آب‌های خلیج فارس صید شده بوده‌است. این قالیچه نفیس همچنین با صدها سنگ قیمتی، مانند الماس، فیروزه، زمرد و یاقوت تزئین شده‌است. بافت قالیچه مروارید بارودا را یک مهاراجه ثروتمند سفارش داده بوده‌است تا آن را به مقبره پیامبر اسلام هدیه کند.
مرگ مهاراجه باعث شد که این قالیچه هرگز به مقصد خود نرسد و در هند باقی بماند. این قالیچه بیش از صد سال پیش در نمایشگاه دهلی به نمایش گذاشته شد.